# 終極唬神：愛的大復仇
《終極唬神：愛的大復仇》（英語：Eega）是一部印度泰盧固語奇幻動作片，由S·S·拉傑摩利編導。